# Voo Meridian 3032
Voo Meridian 3032 (MEM3032) foi um Antonov An-12BK, sendo operado como Meridian 3032, que caiu perto de Kavala, na Grécia, enquanto tentava fazer um pouso de emergência no Aeroporto Internacional de Kavala.
O voo teve origem em Niš, na Sérvia, e tinha como destino Dhaka, Bangladesh, com escalas na Jordânia, Arábia Saudita e Índia. Segundo as autoridades, a carga da aeronave era de 11 toneladas de armas sérvias, incluindo projétil de argamassa.
Ele estava carregando 11.5 t (11,500 kg; 25,000 lb) de munições quando caiu, dificultando a fiscalização do local do acidente.

## Aeronave
A aeronave envolvida, UR-CIC, voou pela primeira vez em 1971. Foi adquirido pela Aviation Company Meridian em janeiro de 2022.

## Tripulação e carga
Os oito membros da tripulação, todos cidadãos ucranianos, morreram no acidente.
De acordo com o ministro da Defesa sérvio Nebojša Stefanović, a carga da aeronave era de 11,5 toneladas de armas e munições sérvias, incluindo minas terrestres.

## Incidente
O voo teve origem em Niš, na Sérvia, e tinha como destino Dhaka, Bangladesh, com escalas na Jordânia, Arábia Saudita e Índia.
Relatos de testemunhas oculares e vídeos mostraram que o avião já estava em chamas antes de cair.
Explosões secundárias foram ouvidas por até duas horas após o acidente. Os residentes num raio de 2 km (1.2 mi) foram aconselhados a fechar as janelas e ficar dentro de casa, enquanto os socorristas, especialistas em explosivos e funcionários da Comissão de Energia Atômica da Grécia não puderam inspecionar os destroços devido à incerteza sobre a natureza e o estado de qualquer carga e resíduos restantes. Drones foram usados para examinar os destroços.